# Station Ansbach
Station Ansbach is een spoorwegstation in de Duitse plaats Ansbach.  Het station werd in 1859 geopend. 

## Treindienst
| Serie | Treinsoort                 | Route | Bijzonderheden                                                                          |
| ----- | -------------------------- | --- | --------------------------------------------------------------------------------------- |
| IC 26 | Intercity (DB Fernverkehr) | [ [ Westerland (Sylt) – Husum ] / [ Hamburg-Altona ] – Hamburg Dammtor ] / [ Ostseebad Binz – Stralsund Hbf – Rostock Hbf – Bützow – Bad Kleinen – Schwerin Hbf ] – Hamburg Hbf – Hamburg-Harburg – Lüneburg – Uelzen – Celle – Hannover Hbf – Göttingen – Kassel-Wilhelmshöhe – [ Marburg (Lahn) – Gießen – Frankfurt (Main) Hbf – Darmstadt Hbf – Bensheim – Weinheim (Bergstraße) – Heidelberg Hbf – Bruchsal – Karlsruhe Hbf ] / [ Fulda – Würzburg Hbf – Ansbach – Augsburg Hbf – [ Buchloe – Kempten (Allgäu) Hbf – Immenstadt – Oberstdorf ] / [ München Ost – Rosenheim – [ Prien a Chiemsee – Traunstein – Freilassing – Berchtesgaden ] / [ Kufstein – Innsbruck Hbf ] ] | Enkele treinen vanaf Binz en Westerland, enkele treinen vanaf Kassel richting Augsburg. |
| IC 61 | Intercity (DB Fernverkehr) | Karlsruhe Hbf – Pforzheim – Vaihingen (Enz) – Stuttgart Hbf – Aalen – Crailsheim – Ansbach – Nürnberg Hbf | Rijdt elke twee uur.                                                                    |